# Gorges Stieglers

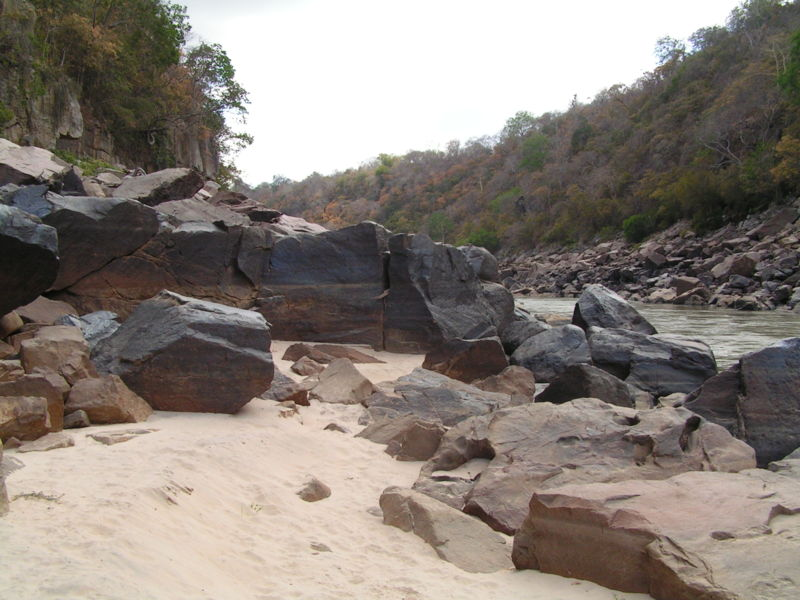
Les gorges Stieglers.

Les gorges Stieglers dans la réserve de gibier de Selous en Tanzanie font une centaine de mètres de profondeur et huit kilomètres de long. Le fleuve Rufiji s'écoule au fond des gorges. Ces dernières ont pris le nom d’un chasseur suisse de gros gibier qui y serait mort en 1907 écrasé par un éléphant (une autre source parle d’une chute dans un ravin).
On peut accéder à la partie inférieure des gorges en bateau à moteur. Il ne reste rien aujourd’hui des infrastructures touristiques, telles que la télécabine ou le ponton que l'on peut encore voir sur certaines images anciennes et qui sont devenus inutilisables.